# Usnjevke
Usnjevke (znanstveno ime Hymenochaete) so rod gliv iz družine usnjark (Hymenochaetaceae).

## Seznam usnjevk Slovenije[3]
- cimetasta usnjevka (Hymenochaete cinnamomea)
- rdeča usnjevka (Hymenochaete cruenta)
- trdolesna usnjevka (Hymenochaete rubiginosa)